# Alonsoa meridionalis
Alonsoa meridionalis är en flenörtsväxtart som först beskrevs av Carl von Linné d.y., och fick sitt nu gällande namn av Carl Ernst Otto Kuntze. Alonsoa meridionalis ingår i släktet eldblommor, och familjen flenörtsväxter. Utöver nominatformen finns också underarten A. m. lactea.

## Bildgalleri

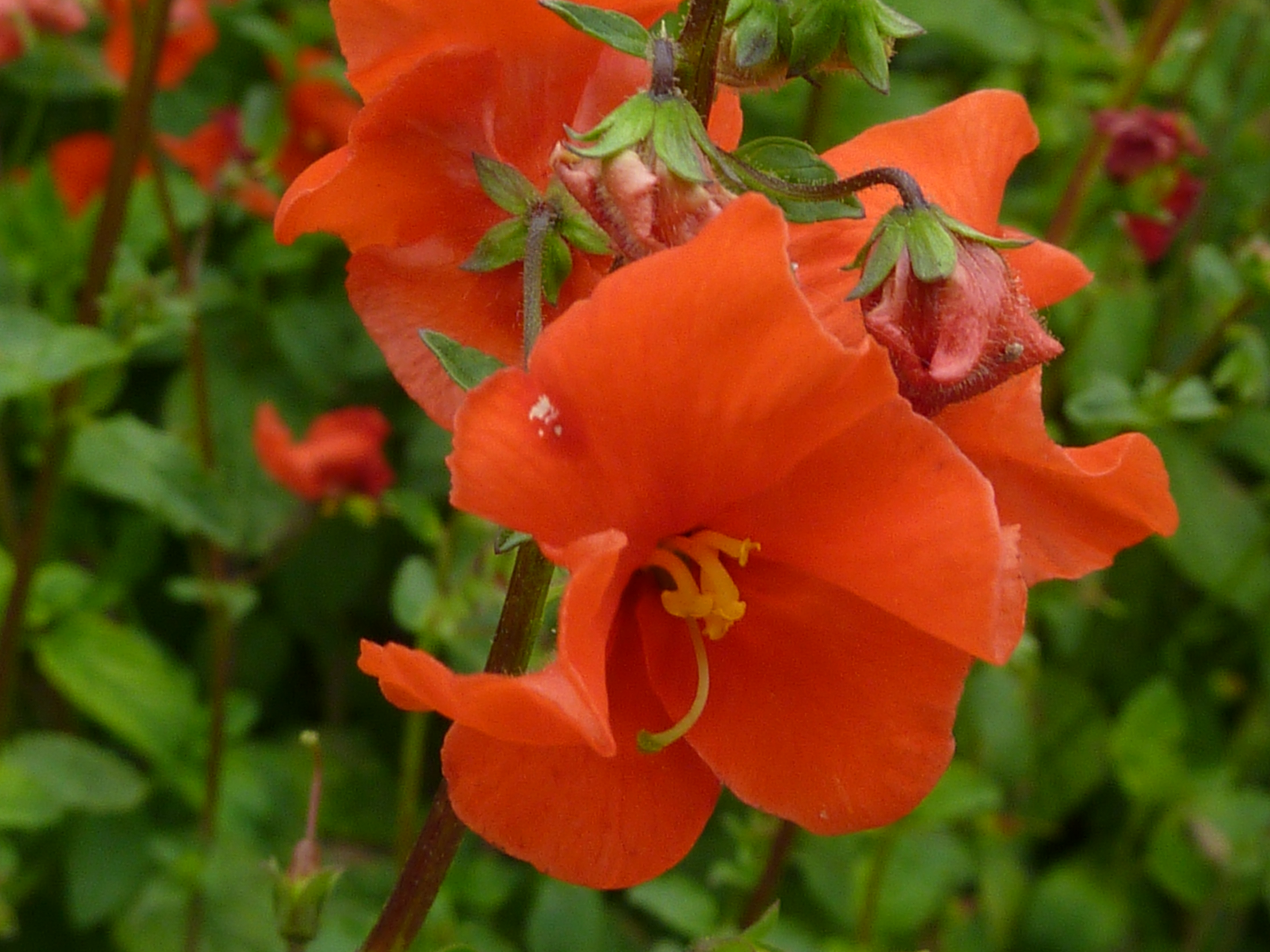
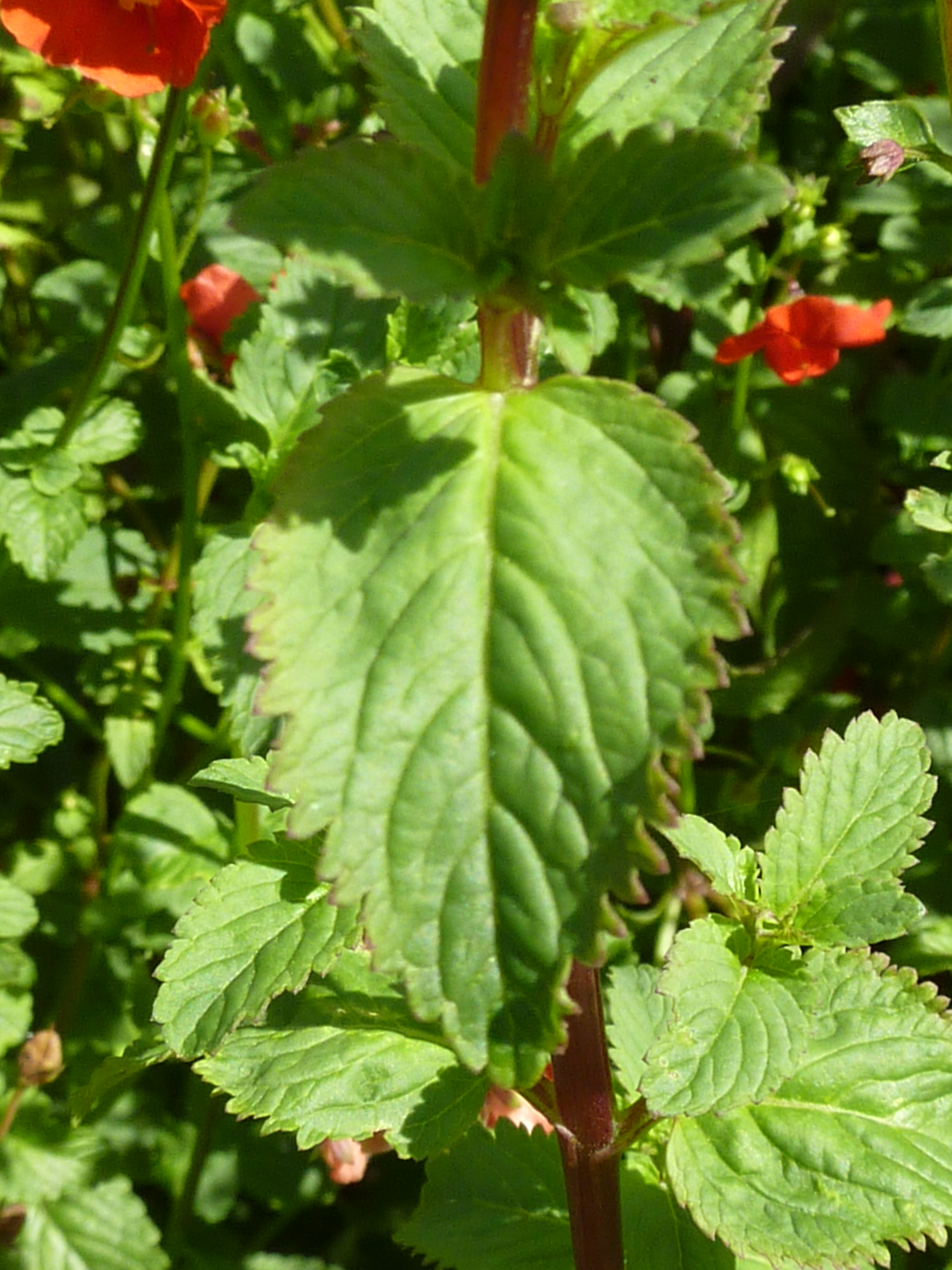